# Nhan Hạnh
Nhan Hạnh (tiếng Trung: 顏幸; bính âm: Yan Xing; 505 TCN - ?), hay Nhan Tân (tiếng Trung: 顏辛; bính âm: Yan Xin), tự Tử Liễu (子柳) hay Liễu (柳), tôn xưng Nhan Tử (颜子) người nước Lỗ thời Xuân thu, là một trong thất thập nhị hiền của Nho giáo.

## Cuộc đời
Theo Sử ký sách ẩn của Tư Mã Trinh dẫn lại Khổng Tử gia ngữ, Nhan Hạnh nhỏ hơn Khổng Tử 46 tuổi. Năm 72, thời Hán Minh Đế, Nhan Tổ được phối thờ trong Khổng miếu.